# 人民自由民主党
人民自由民主党（英語：People's Liberal Democratic Party，简称PLDP）由2001年大选无党籍候选人黄文优创立。该政党于2006年大选提名日数日后被批准。

## 标志
人民自由民主党的标志是鸽子。2001年大选，黄文优以独立人士的身份竞逐如切单选区，使用的也是同一个标志。

## 2006年与2011年的大选
由于人民自由民主党是在2006年大选提名日之后才注册的，所以黄无法在人民自由民主党的旗帜下竞逐选举。
2011年，人民自由民主党试图在2011年大选中竞选，由黄竞逐盛港西单选区。然而，提名日当天，黄的保证人没有出现，导致黄当众从反对党支持者人群中寻找保证人，但是被拒绝了。他后来因为自己已经70多岁了，一心想成为一名国会议员却无法参加选举，而一再落泪。
2011年，由于总统候选人一定要是无党籍，黄辞去人民自由民主党主席一职，为了竞逐2011年总统选举。